# Vanoverberghia rubrobracteata
Vanoverberghia rubrobracteata là một loài thực vật có hoa trong họ Gừng. Loài này được Docot R. V. A. và Ambida J. H. B. miêu tả khoa học đầu tiên năm 2018.

## Từ nguyên
Tính từ định danh loài là để chỉ lá bắc hoa màu đỏ.

## Phân bố
V. rubrobracteata là loài đặc hữu Philippines; trong đó nó có tại các tỉnh Antique, Aurora, Capiz, Ifugao, Mountain, Quezon, Negros Occidental và Rizal. Nó sinh sống trong các rừng nguyên sinh dọc theo suối và khe núi, ở cao độ 800–1.600 m (2.625-5.250 ft). Các tên gọi thông thường tại Philippines: akbab (tiếng Igorot), bagombong (tiếng Tagalog) và tagbak (tiếng Bisaya). Sách đỏ IUCN ghi tên địa phương của nó là bayombong.

## Mô tả
Cây thân thảo sống trên cạn thành cụm lỏng lẻo hoặc dày đặc. Thân rễ có bề ngang 25–50 mm, màu đỏ, khi cắt ra có mùi thơm nồng, vảy dày, màu nâu. Chồi lá uốn cong ở nhiều mức độ, thân giả dài 4–6 m, gốc hình củ hành, màu đỏ; bẹ nhẵn nhụi, màu xanh lục; lưỡi bẹ hình trứng, dài 20–30 mm, như da, nhẵn nhụi, màu đỏ, đỉnh cắt cụt không đều và nguyên; cuống lá thon tròn, dài 10–13 mm; phiến lá thuôn dài đến hình elip hẹp, 50–51 × 11–15 cm, gân lá khó thấy, màu xanh lục đậm ở trên, nhạt hơn ở dưới, nhẵn nhụi cả hai mặt, gốc thuôn tròn, mép nguyên, đỉnh hình đuôi với chóp dạng lông roi dài 20–30 mm. Cụm hoa dài 25–35 cm; cuống cụm thon tròn, dài 10–20 cm, nhẵn nhụi, màu đỏ đậm, đối diện 2-3 lá bắc bền; cán hoa dài 7–15 cm, nhẵn nhụi, màu đỏ đậm; cuống hoa thon tròn, dài 3–5 mm, có lông măng, màu đỏ; lá bắc hoa có mo, hình ống ở gốc, nhẵn nhụi, dài 35-40 × 5–10 mm khi dẹt, màu đỏ, đỉnh có lông tơ; nụ hoa hình trụ; hoa kết đặc dọc cán hoa; đài hoa hình phễu, dài 15–18 mm, nhẵn nhụi, như da, màu đỏ, đỉnh ba răng; ống tràng hoa dài 10–15 mm, nhẵn nhụi, như da, màu trắng hoặc hồng; thùy tràng lưng thẳng-thuôn dài, dài 55–60 x 6–8 mm, nhẵn nhụi, màu trắng hoặc hồng, đỉnh thuôn tròn và có nắp; các thùy tràng bên thẳng-thuôn dài, dài 55–60 × 3–5 mm, nhẵn nhụi, màu trắng hoặc hồng, đỉnh thuôn tròn và có nắp; cánh môi hợp sinh tại gốc của các thùy tràng bên, phần tự do chẻ đôi, các thùy hình giùi, 30–40 × 3–5 mm, màu trắng, gốc có lông tơ, đỉnh thùy nguyên; nhị lép bên hình chỉ, dài 2–3 mm, có lông tơ, màu trắng; chỉ nhị bao quanh vòi nhụy gần một nửa chiều dài của nó phía trên cánh môi, 53–55 × 2–3 mm, hơi có tuyến, màu trắng kem; bao phấn thuôn dài, 15-16 × 2–3 mm, như lụa, không mào, mô vỏ bao phấn có lông tơ; vòi nhụy dài 4–6 cm, nhẵn nhụi, màu trắng; đầu nhụy hình chén, rộng 1–2 mm, màu trắng, lỗ nhỏ hình elip, mép có lông cứng lởm chởm; các tuyến trên bầu bị nén ép, gần hình cầu, dài 1–2 mm; bầu nhụy gần hình cầu, 4-7 × 2–3 mm, như da, nhẵn nhụi, màu đỏ đậm. Quả hình ellipxoit đến gần hình cầu, 20-25 × 15–20 mm, như da, nhẵn nhụi, màu đỏ đậm khi thuần thục, đài hoa bền. Hạt gần hình cầu, màu nâu với áo hạt màu trắng. Ra hoa tháng 10-1 năm sau, tạo quả tháng 2-5.

## Sử dụng
Quả của nó ăn được cho là có vị chua ngọt.